# Tsengel (Bayan-Ölgii)
Tsengel (mongol : ᠴᠡᠩᠭᠡᠯ
ᠰᠤᠮᠤ, VPMC : chenggel sumu, cyrillique : Цэнгэл сум, MNS : Tsengel sum) est un sum du aïmag de Bayan-Ölgii, à l’extrémité Ouest de la Mongolie.
Ce sum est principalement peuplé de Touvains (appelés localement Touvains du Tsengel), contrairement aux autres sums de la province, qui sont principalement peuplés de Kazakhs. Il y avait sur le sum, 8432 Touvains pour 1846 Kazakhs en 2006.[réf. nécessaire]
Le centre administratif du sum est Khöshööt (mongol : ᠬᠥᠰᠢᠶᠡᠲᠦ, cyrillique : Хөшөөт).

## Histoire
À la création de ce sum, en 1940, de nombreux Touvains, s'y sont installés